# Colinas Obruchev
Las Colinas Obruchev son un oasis antártico formado por un grupo de colinas redondeadas situadas en la costa antártica entre el Glaciar Denman y el Glaciar de Scott, frente a la Barrera de hielo Shackleton, en la costa de la Tierra de la Reina María. Las colinas fueron cartografiadas por primera vez por la Western Base Party de la Australasian Antarctic Expedition (1911-14). Se obtuvieron mapas más detallados a partir de las fotografías aéreas tomadas durante la operación estadounidense Highjump (1946-1947) y gracias a una expedición antártica soviética de 1956. Esta última les dio el nombre de Vladímir Óbruchev, un geólogo soviético.
En las Colinas de Obruchev se han descubierto con Google Maps dos grandes agujeros en la roca: 66°33′11.58″S 99°50′17.86″E / -66.5532167, 99.8382944 y 66°36′12.58″S 99°43′12.72″E / -66.6034944, 99.7202000. Esto, unido a la teoría de la conspiración sobre la Operación Highjump, ha sido aprovechado para especular con el posible origen artificial de los agujeros (alienígenas, bases militares del Tercer Reich,...).

## Localización
| Colinas Obruchev                                                          | [[File:\|2000px\|alt={{{Alt\|{{{descripción}}}]] |
| Las colinas Obruchev se localizan frente a la Barrera de hielo Shackleton |                                                  |